# Алчедат
Алчеда́т (рос. Алчедат) — село у складі Чебулинського округу Кемеровської області, Росія.

## Населення
Населення — 606 осіб (2010; 1291 у 2002).
Національний склад (станом на 2002 рік):
- росіяни — 94 %